# اماگا
اماگا (به اسپانیایی: Amagá) یک سکونتگاه مسکونی در کلمبیا است که در بخش انتیوکیا واقع شده‌است.

## خصوصیات
اماگا ۸۴ کیلومترمربع مساحت و ۲۶٬۹۵۴ نفر جمعیت دارد.